# Турецька кампанія у Сирії (2016)

Турецька кампанія у Сирії — військова кампанія на півночі Сирії в другій половині 2016 року, спрямована проти Ісламської держави та курдських воєнізованих підрозділів.

## Передумови
Туреччина сподівалася вплинути на політичний процес в Сирії та врахувати свої національні інтереси у врегулюванні конфлікту та захисту своїх громадян, на яких «полювали» ІДІЛ.

## Перебіг подій

### Теророризм проти Туреччини

#### 2015
7 липня з'явилися повідомлення про те, що турецькі сили безпеки на південному сході Туреччини захопили вантажівку, що прямувала до Сирії з вантажем детонаторів.
20 липня в Суручі був підірваний культурний центр, в результаті чого загинули 32 особи і щонайменше 100 осіб було госпіталізовано.
10 жовтня в Анкарі, столиці Туреччини, були підірвані дві бомби на Центральному залізничному вокзалі.

#### 2016
19 березня стався підрив смертника у Стамбулі перед офісом окружного губернатора. 36 осіб отримали поранення, серед поранених виявилось дванадцять іноземних туристів.
28 червня бойовики напали на стамбульський аеропорт імені Ататюрка. Три смертниці відкрили вогонь по пасажирах, перш ніж підірвати себе. Загинуло 45 осіб, 230 отримали поранення.

### Щит Євфрату
Турецький танковий підрозділ за підтримки авіації та артилерії був введений до Сирії о 4 годині ранку за місцевим часом 24 липня 2016 року, де вступили в збройне протистояння з силами ІДІЛ та курдськими воєнізованими підрозділами в районі міста Джараблус.
Протягом останніх кількох тижнів наприкінці року турецькі військові намагалися взяти під контроль місто Ель-Баб. 21 грудня у боях з біля Ель-Баба загинуло 14 турецьких військовослужбовців.

## Результати та наслідки
Операція допомогла вигнати терористичну групу ІДІЛ з кількох ключових міст і районів на прикордонній території, таких як  Аазаз. Це поліпшило безпеку та ситуацію для цивільного населення в цих областях.